# Michel Berhocoirigoin
Michel Berhocoirigoin est un militant basque français né le 16 août 1952 à Gamarthe et décédé le 7 mai 2021 dans la même commune. Il est l'un des co-fondateurs du syndicat ELB, d'Euskal Herriko Laborantza Ganbara (dont il a été le président entre 2005 et 2015) et une des figures des Artisans de la paix (eu) en faveur du désarmement d'ETA par la société civile.

## Biographie

### Fondation d'ELB
Éleveur de profession dans son village natale de Gamarthe, Michel Berhocoirigoin s'engage dans le syndicalisme agricole au sein de la Jeunesse agricole catholique. En 1982, il participe à la fondation du syndicat Euskal Herriko Laborarien Batasuna (ELB), scission de la FDSEA avec laquelle il est en désaccord : en rupture avec le modèle productiviste, ELB promeut une agriculture paysanne respectueuse de l'environnement permettant le maintien de petites exploitations produisant en circuit court. Michel Berhocoirigoin est également actif au sein de la Confédération nationale des syndicats des travailleurs paysans à laquelle ELB est affiliée, puis dans la Confédération paysanne suite à sa fondation en 1987.
ELB n'a cessé de progresser lors des élections à la chambre d'agriculture des Pyrénées-Atlantiques, devenant majoritaire au Pays basque depuis 2001 (51,16%, 24% au niveau départemental).

### Création d'EHLG
La création d'une chambre d'agriculture propre au territoire basque étant l'une de revendications majeures de son syndicat, Michel Berhocoirigoin s'implique dans la création en 2005 de l'association Euskal Herriko Laborantza Ganbara dont il est élu président, fonction qu'il occupe jusqu'en 2015 au moment de son départ à la retraite. Il fait l'objet d'une plainte de la part du préfet des Pyrénées-Atlantiques pour "usage illicite de l'appellation Chambre d'agriculture", finalement débouté en 2010 après deux procès.

### Participation au désarmement d'ETA
Michel Berhocoirigoin participe à l'initiative des Artisans de la paix (eu), groupe de personnalités de la société civile (notamment Txetx Etcheverry et Michel Tubiana) négociant le désarmement d'ETA face à l'immobilisme des États espagnol et français. Il est arrêté à Louhossoa en 2016, alors que le groupe s'apprêtait à mettre hors d'état de fonctionnement un stock d'armes d'ETA ,. Dans ce cadre, il s'engage également en faveur de la fin de la dispersion des prisonniers basques.